# Vårtvipa
Vårtvipa (Vanellus senegallus) är en afrikansk fågel i familjen pipare inom ordningen vadarfåglar. Den förekommer i blöta gräsmarker i stora delar av Afrika söder om Sahara, dock ej i regnskogsområden. IUCN listar den som livskraftig.

## Utseende och läte
Vårtvipan är en stor (34 cm) och omisskännlig vipa. Den är mestadels brun med svart hjässa, vit panna samt gula och röda flikar i ansiktet. Stjärten är svartspetsad vit och de långa benen är gula. I flykten syns svarta vingpennor åtskilda från de bruna täckarna av ett vitt band, medan undersidan är vit med svarta vingpennor. Lätet är ett högljutt piip-piip.

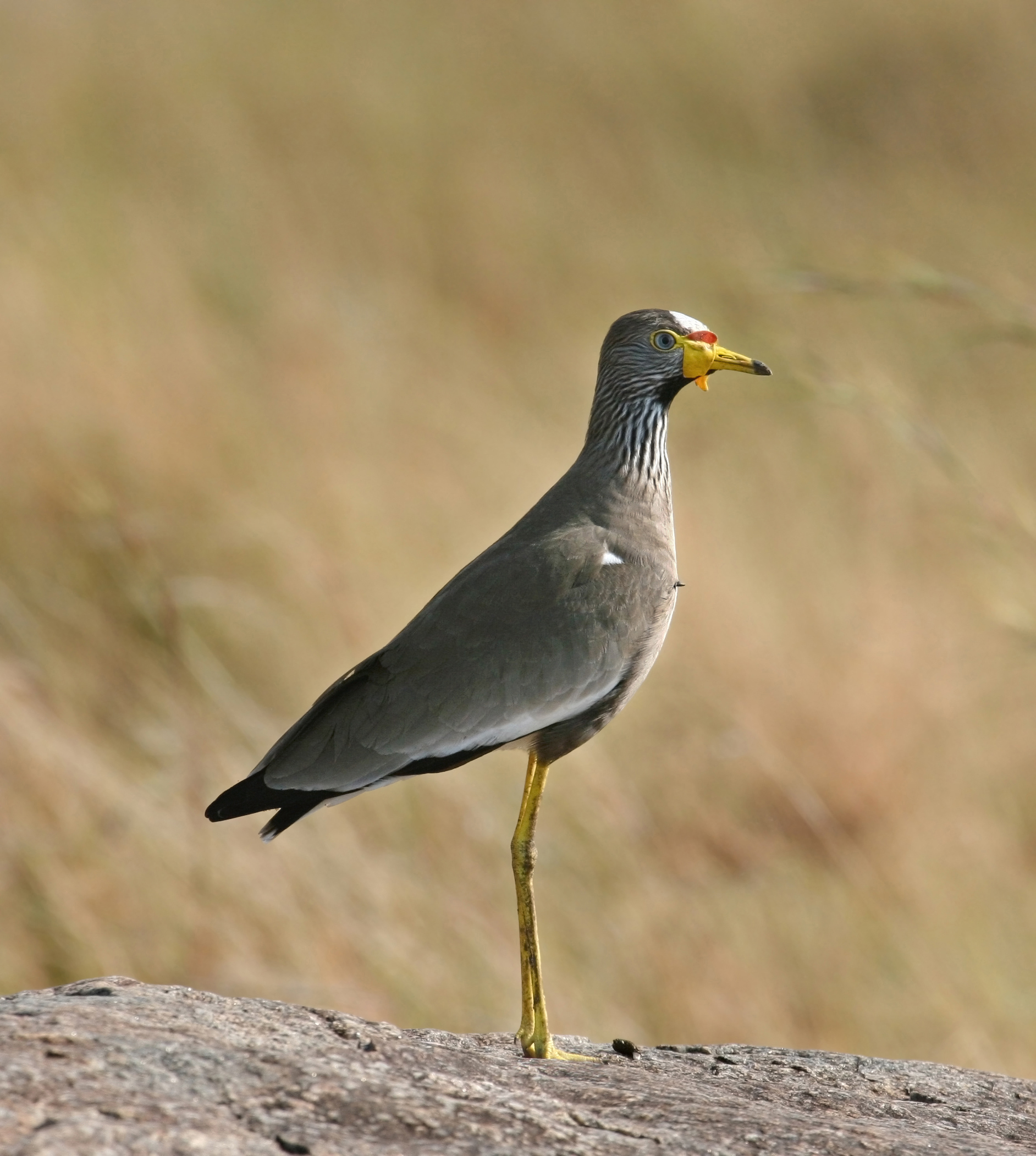

## Utbredning och systematik
Vårtvipan är huvudsakligen en stannfågel som häckar över stora delar av Afrika söder om Sahara utanför regnskogsområden. Den genomför dock lokala säsongsbundna förflyttningar. 
Vårtvipa delas in i tre underarter med följande utbredning:
- Vanellus senegallus senegallus – Senegal och Gambia till södra Sudan, nordöstra Demokratiska republiken Kongo och norra Uganda
- Vanellus senegallus major – Eritrea och Etiopien
- Vanellus senegallus lateralis – södra Demokratiska republiken Kongo och Angola till Moçambique och nordöstra Sydafrika

## Levnadssätt
Denna art är en vanlig häckfågel i fuktiga låglänta miljöer, framför allt blöta gräsmarker. Den födosöker ofta på torrare mark som exempelvis golfbanor, där den plockar insekter och andra ryggradslösa djur från marken. Den lägger tre till fyra ägg i en uppskrapad grop i marken.

## Status och hot
Arten har ett stort utbredningsområde, men tros minska i antal, dock inte tillräckligt kraftigt för att den ska betraktas som hotad. Internationella naturvårdsunionen IUCN listar arten som livskraftig (LC).  Världspopulationen uppskattas till mellan 60 000 och 210 000 vuxna individer.
Vårtvipan hotas av habitatförlust i Sydafrika till följd av skogsavverkning. Den jagas och handlas med på marknader för traditionell medicin i Nigeria.

## Namn
Fågelns vetenskapliga artnamn senegallus betyder "från Senegal".